# Digital Combat Simulator
Pour les articles homonymes, voir DCS.
Digital Combat Simulator (DCS) est un simulateur de vol de combat et de vol civil pour PC développé par Eagle Dynamics en association avec The Fighter Collection.
Le jeu est constitué d'un bac à sable gratuit sur lequel se greffent des addons payants, appelés modules. Initialement publié en 2012, DCS reçoit des mises à jour régulières. Il permet à ce jour de piloter plus d'une trentaine d'aéronefs différents, en solo ou multijoueur.

## Système de jeu

### Présentation générale

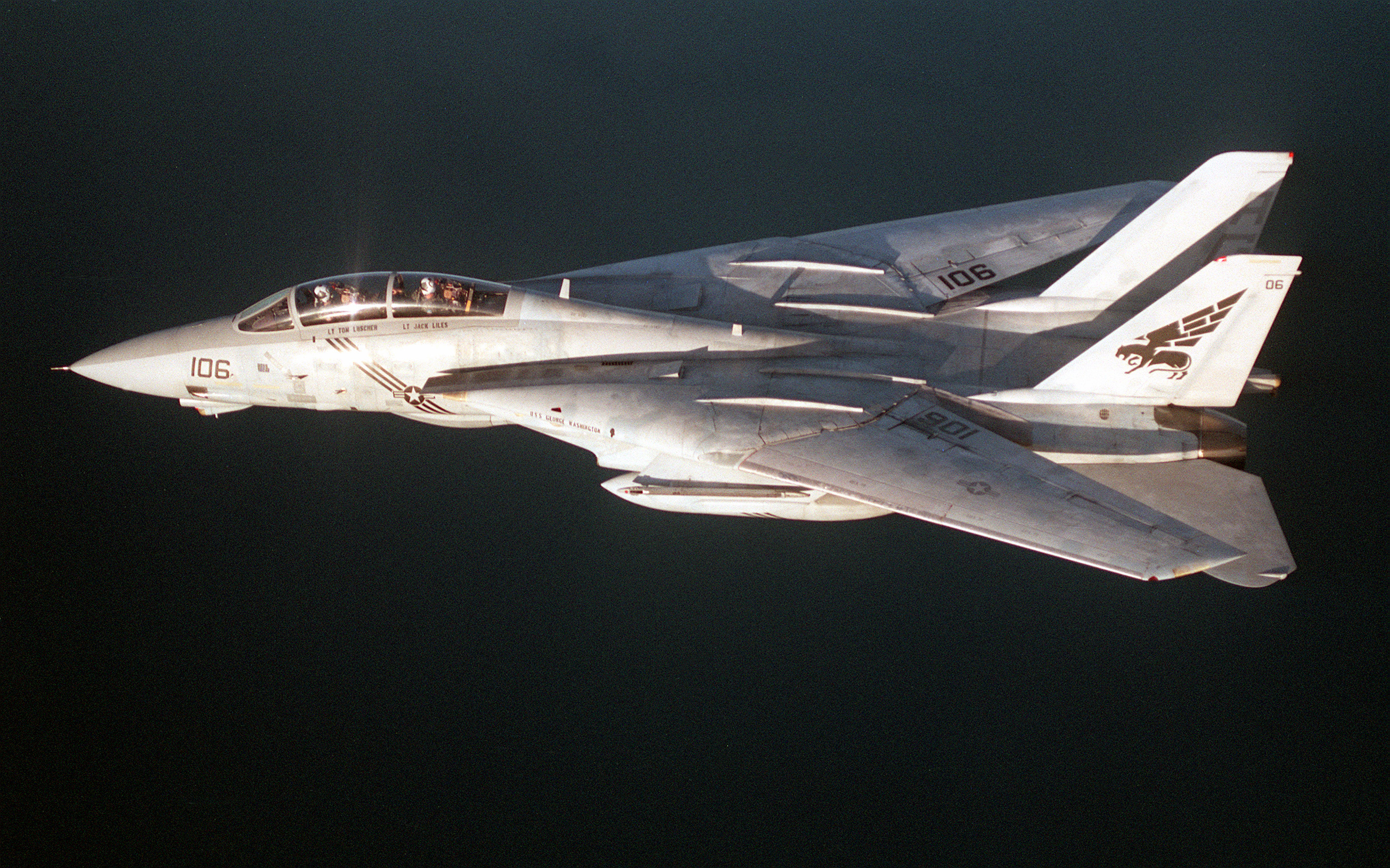
Le chasseur F-14 Tomcat permet de pratiquer la chasse BVR.

DCS propose de piloter divers aéronefs historiques lors de conflits armés mais aussi par temps de paix. L'objectif du studio est de satisfaire aussi bien les férus d'aviation, en proposant des aéronefs fidèlement reproduits, que les amateurs de jeux de combat, en fournissant de vastes terrains de jeu, des moyens de communication et des systèmes d'attaque et de défense réalistes.
Les missions proposées vont de l'interception (dogfight, chasse longue portée) à l'attaque au sol (bombardement, suppression des défenses aériennes, appui aérien rapproché) en passant par le transport (infanterie, fret). Toutes les phases du vol sont représentées, qu'il s'agisse du décollage/catapultage, du ravitaillement en vol ou de l'aterrissage/appontage. Il est également possible de pratiquer le vol civil et notamment la voltige. En outre, un addon spécifique nommé Combined Arms permet de prendre le commandement et le contrôle des forces terrestres.
L'arsenal disponible inclut canons, bombes "lisses" ou guidées, roquettes, leurres et missiles. Chaque appareil dispose d'un modèle de vol, d'une avionique et d'un armement qui lui sont propres. La grande majorité des aéronefs jouables disposent d'un modèle de vol et de systèmes très fidèlement reproduits. L'immersion est renforcée par la généralisation des cockpits cliquables.

### Modèle économique

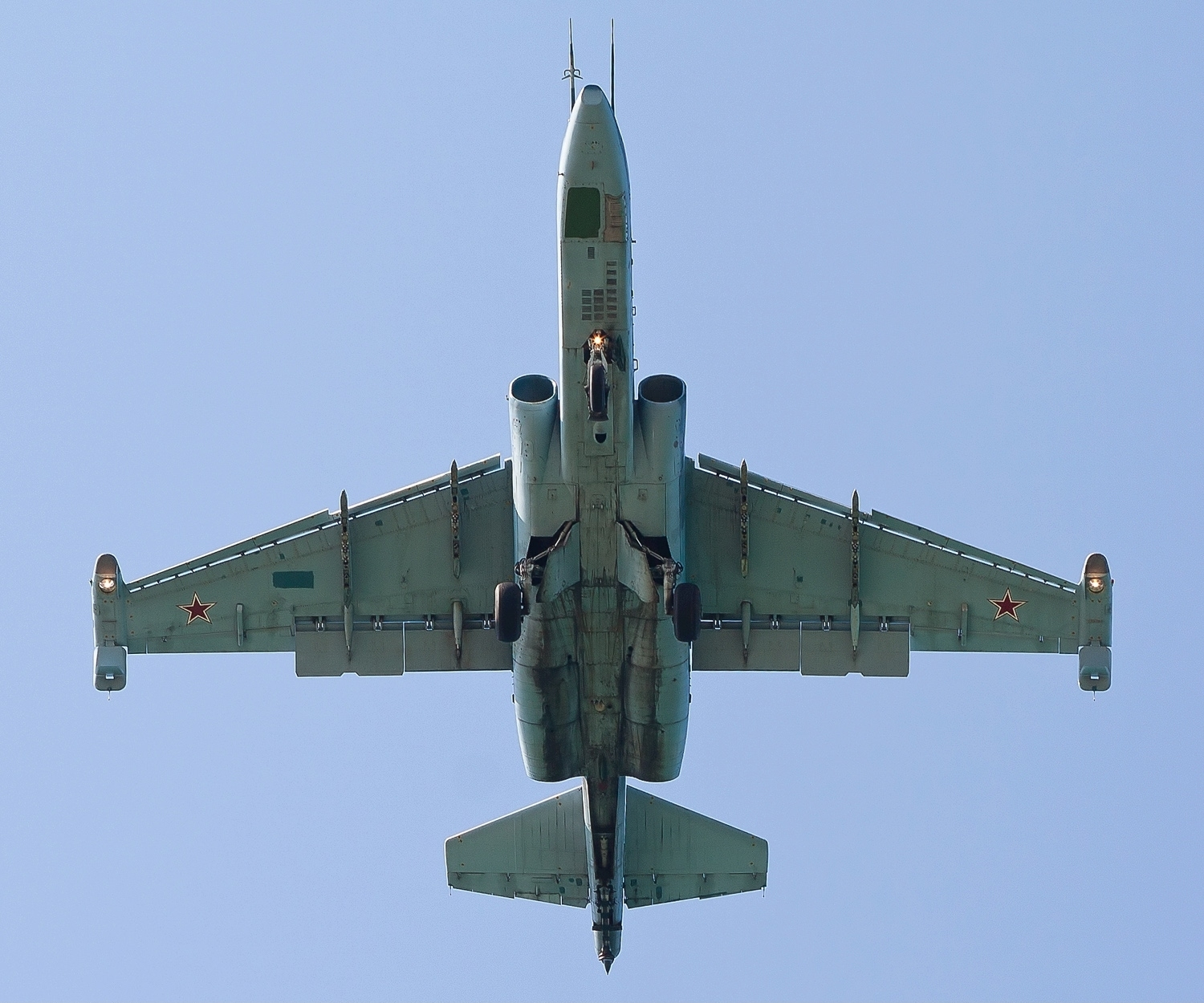
Le Su-25T est inclus gratuitement dans le jeu.

DCS est composé d'un noyau gratuit nommé DCS World, complété par des modules payants.
- Le noyau inclut les composants techniques du jeu (moteurs graphique, physique et sonore, gestion de la météo), deux théâtres d'opération (le Caucase du Nord et les îles Mariannes), deux avions pilotables (le Sukhoi SU-25T et le TF-51D), une quantité importante d'unités aériennes, terrestres et navales contrôlées par l'IA, un mode solo, un mode multijoueur, ainsi qu'un éditeur de missions[3]. Il permet aux joueurs de découvrir gratuitement tout le potentiel du jeu sans limite de temps ni restriction de jeu.

- Les modules payants apportent des appareils jouables, des terrains de jeu, des campagnes scénarisées, des fonctionnalités supplémentaires ou encore des unités non jouables issues d'un conflit historique appelées assets. Une part importante de ces modules est produite par des développeurs tiers agréés par l'éditeur.

La sortie en accès anticipé des modules est rapidement devenue la règle. Plusieurs années s'écoulent généralement entre la sortie initiale d'un module et son passage au statut Release qui officialise sa complétion aux yeux des développeurs. Cela est particulièrement vrai pour les aéronefs contemporains dont les systèmes sont complexes à modéliser.
Un statut Release ne veut pas dire pour autant qu'un module ne reçoit plus de mises à jour. Les développeurs doivent en effet maintenir leurs modules fonctionnels et attractifs pour que leurs ventes se maintiennent. Ils corrigent donc les bugs introduits par les fréquentes mises à jour du noyau DCS World, et procèdent également à des mises à jour cosmétiques ou fonctionnelles.
DCS World et ses modules sont téléchargeables depuis la boutique de l'éditeur mais également sur Steam.

### Contexte historique et géographique
Les assets gratuits du simulateur, la grande majorité des aéronefs jouables et la plupart des terrains de jeu proposés sont ancrés à la fin du XXe siècle et au début du XXIe. L'action s'y situe dans le Caucase du Nord, le Nevada Test and Training Range, le golfe Persique, le Levant, les îles Malouines, les îles Mariannes, le nord de la Fennoscandie, l'Iraq ou encore l'Afghanistan.
En parallèle, un pan du jeu dédié à la seconde guerre mondiale s'étoffe progressivement et vient concurrencer la série IL-2 Sturmovik. Les terrains proposés couvrent la zone de la bataille de Normandie et celle de la bataille d'Angleterre. À ce jour, le jeu compte huit appareils jouables issus de cette période de l'Histoire.
Le graphique ci-dessous montre que la grande majorité des aéronefs jouables sont toujours utilisés dans le monde. La couleur indique la région d'origine des appareils.

### Difficulté

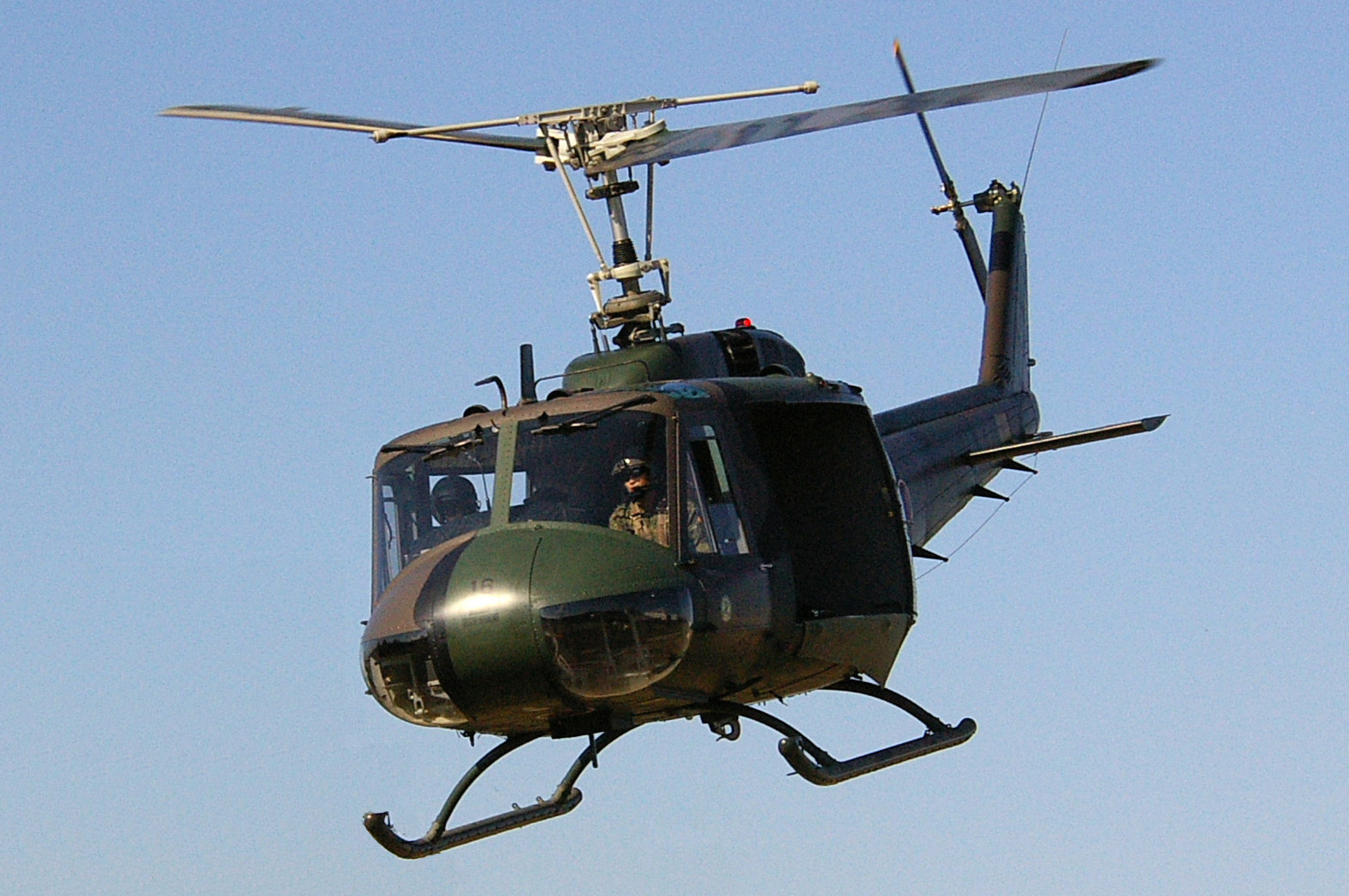
Le pilotage des hélicoptères du jeu demande de l'entraînement.

DCS est résolument tourné vers la simulation pure. Au fil des parties, le joueur apprend à démarrer, piloter et employer les systèmes d'armement et de communication des appareils dont il dispose. La courbe d'apprentissage du jeu est rendue abrupte par la complexité des appareils représentés, qui vont des warbirds aux chasseurs à réaction en passant par les hélicoptères.
Toutefois, le jeu propose un certain nombre d'options permettant au joueur d'ajuster la difficulté du jeu :
- démarrage automatique des appareils ;
- simplification du modèle de vol ;
- simplification des systèmes d'armement ;
- simplification des communications radio ;
- invincibilité ;
- carburant infini ;
- suppression du voile rouge ou noir lié aux g ;
- indicateurs montrant la position des ennemis.

### Réalité virtuelle
DCS permet le pilotage en réalité virtuelle depuis 2014. Il peut être utilisé avec les principaux casques du marché.

### Mods
Le jeu repose en partie sur des scripts écrits en Lua, ce qui facilite les modifications et ajouts de contenu par la communauté des joueurs. Plusieurs modules officiels tels que DCS: AJS37 Viggen ont démarré au stade de mod amateur.

## Historique

### DeLock OnàDCS

Actuelle étendue du théâtre du Caucase (en rouge). Les cercles bleus représentent les bases actives.

Après la sortie de son simulateur Lock On: Modern Air Combat en 2003, Eagle Dynamics doit composer avec une situation commerciale compliquée : bien que son contrat avec le géant Ubisoft ait été rompu, ce dernier détient toujours les droits d'exploitation de son jeu.
En 2005, le studio publie Flaming Cliffs, un addon pour Lock On dit non officiel car non supporté par l'éditeur français. En 2008, Eagle Dynamics change de stratégie et publie DCS: Black Shark sous la forme d'un simulateur sans lien avec la marque Lock On. La sortie de Flaming Cliffs 2 un an plus tard rend compatible ces deux simulateurs en multijoueur. En 2010, le studio publie un second simulateur estampillé DCS, portant sur l'A-10C Warthog, qui sera lui aussi rendu compatible en multijoueur avec les précédents produits du studio.
Eagle Dynamics publie gratuitement DCS World en 2012 et introduit la notion de modules. Les standalone Black Shark 2 et A-10C Warthog deviennent les deux premiers modules pour DCS World. L'année suivante, le studio clôt le chapitre Lock On en publiant le module DCS: Flaming Cliffs 3 qui adjoint à DCS les 8 appareils jouables issus de leur précédente série.

### Ouverture aux développeurs tiers

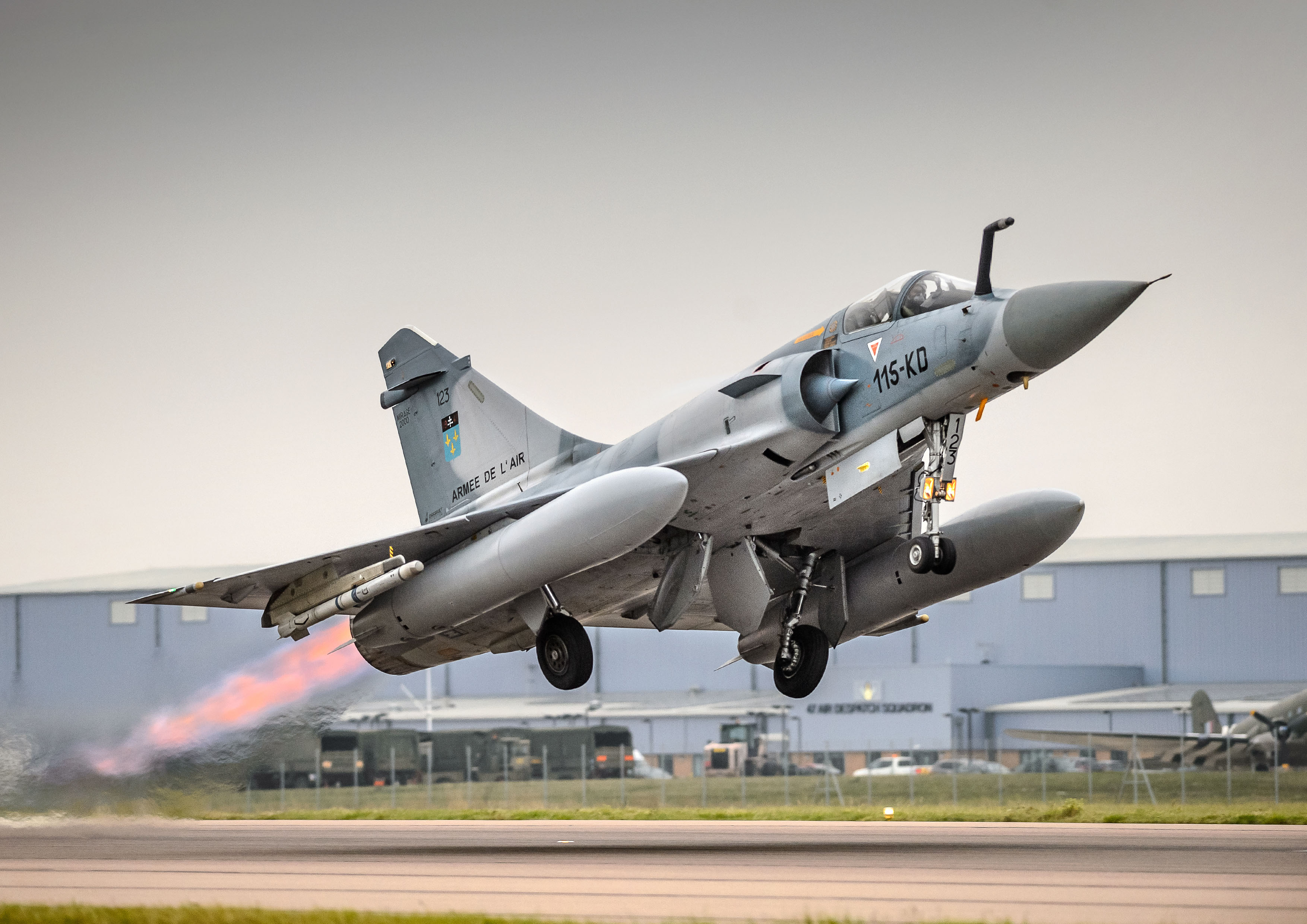
Le Mirage 2000C est le premier module DCS publié par le développeur tiers RAZBAM.

Depuis 2013, plusieurs studios tiers agréés par Eagle Dynamics publient leurs propres modules DCS, ce qui permet au jeu de proposer un catalogue d'aéronefs fourni et varié (MiG-21bis, Mirage 2000-C, SA342 Gazelle, AJS 37 Viggen, entre autres).
À la rentrée 2013, RRG Studios emmené par Ilya Shevchenko (Pacific Fighters, IL-2: Cliffs of Dover) entreprend le développement de DCS WWII: Europe 1944, un nouveau simulateur dédié à la Seconde Guerre mondiale reposant sur les composants techniques de DCS World. Malgré une campagne Kickstarter réussie et l'apport de ressources d'Eagle Dynamics, le projet capote au printemps 2014. Les créateurs de DCS reprennent alors le projet à leur propre compte en publiant sous la forme de modules les éléments qui devaient constituer le jeu de RRG Studios : le WWII Assets Pack, le terrain de jeu Normandy 1944 sous-traité au studio Ugra Media, et les différents aéronefs prévus à l'exception notable du chasseur Me-262 dont la faisabilité n'a pas été confirmée par Eagle Dynamics.

### Expansion
La réalité virtuelle fait son entrée dans DCS au printemps 2014, au moment même où Facebook annonce acquérir la société Oculus VR, alors actrice principale du marché.

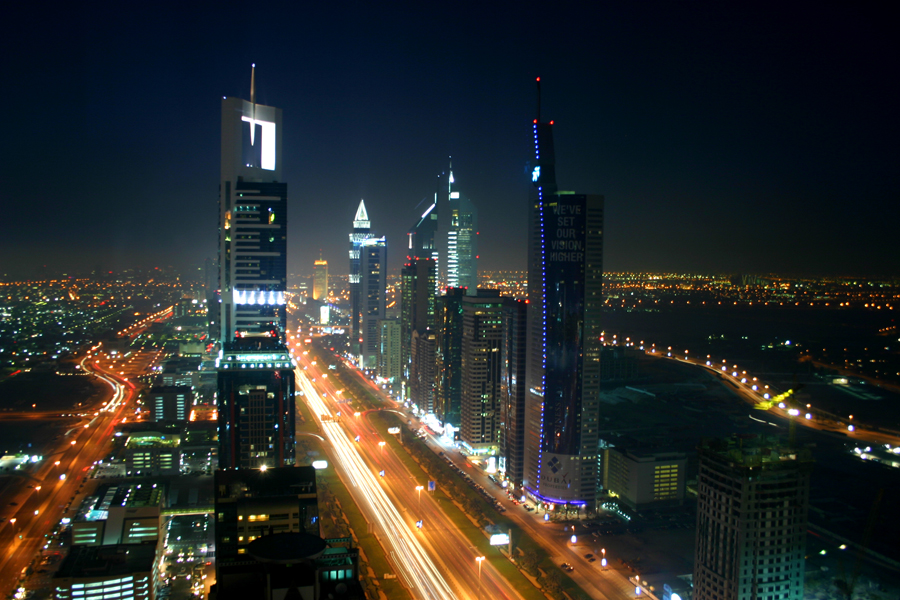
Le module DCS: Persian Gulf comprend la ville de Dubaï.

Le 30 novembre 2015, Eagle Dynamics publie son premier théâtre d'opérations payant, Nevada Test and Training Range, et avec lui la version alpha DCS 2.0 indispensable pour accéder à ce nouveau terrain, puisqu'il emploie de nouvelles technologies non intégrées à la version stable du jeu. Trois versions publiques du jeux (stable 1.5, beta 1.5 et alpha 2.0) cohabitent pendant plus de deux ans, jusqu'à la publication de DCS 2.5 en stable le 4 avril 2018. Cette nouvelle sortie est accompagnée d'une refonte de la carte gratuite du Caucase.
Le théâtre Normandy 1944 et le WWII Assets Pack sont publiés le 26 mai 2017.
En juin 2018, la marque Belsimtek disparaît et l'ensemble des employés du studio tiers rejoint l'équipe d'Eagle Dynamics. La maison mère publie la même année le terrain de jeu DCS: Persian Gulf et le module DCS: F/A-18C Hornet auquel il manque de nombreuses fonctionnalités importantes qu'il est prévu d'intégrer au fur et à mesure.
Face aux difficultés rencontrées dans la réalisation et la maintenance de ses propres modules, l'éditeur VEAO jette l'éponge à la fin 2018. Ne parvenant pas à trouver un terrain d'entente qui lui aurait permis de récupérer le code source propriété de l'éditeur tiers, Eagle Dynamics est contraint de retirer du jeu l'unique module VEAO publié (Hawk T.1A). Les détenteurs de ce module peuvent toutefois continuer à l'utiliser sur une version dépréciée du jeu. Eagle Dynamics a depuis intégré dans son contrat de licence une clause de partage des sources en cas de défection d'un éditeur tiers.
En 2019, Eagle Dynamics répète le schéma du module Hornet en publiant DCS: F-16C Viper à un stade peu avancé, alors que le précédent module est encore loin d'être terminé. Cela vaut au studio de vives critiques de la part des joueurs.
En 2020, Eagle Dynamics publie d'abord le module SuperCarrier qui apporte au simulateur une gestion poussée des catapultages et appontages sur porte-avions américains. S'ensuit la sortie simultanée du module P-47D Thunderbolt et d'un nouveau théâtre d'opérations de la seconde guerre mondiale, The Channel, qui englobe la région qui fut le siège de la bataille d'Angleterre. Ugra Media publie de son côté sa seconde carte, Syria, centrée sur la Syrie et qui inclut tout le territoire libanais ainsi qu'une partie de la Jordanie, de la Turquie et d'Israël.
L'année suivante, la version 2.7 apporte plusieurs nouveautés et notamment de nouveaux nuages plus réalistes. L'hélicoptère Mi-24P Hind, le théâtre gratuit Marianas et le warbird DH.98 Mosquito sont publiés. Un système de communication VoIP prenant en compte les différentes radios des appareils jouables est également intégré au jeu.
Au printemps 2022 sortent le module AH-64D d'Eagle Dynamics, ainsi que le terrain Atlantique Sud, le premier théâtre d'opérations signé RAZBAM qui y inclut des navires ayant combattu durant la guerre des Malouines. Le module Mirage F1 est publié en juillet par le studio Aerges. IndiaFoxtEcho lance l'Aermacchi MB-339 en octobre. Black Shark 3 est publié en décembre.
Un nouvel éditeur tiers nommé OnReTech publie le terrain Sinai  en 2023. La même année, RAZBAM sort le module F-15E et décide quelques mois plus tard de rendre public un conflit juridique l'opposant à Eagle Dynamics. Selon les créateurs de DCS, RAZBAM serait contrevenu à une obligation contractuelle. Le studio tiers a annoncé de son côté ne pas avoir perçu les recettes de leur module F-15E, obligeant ses développeurs à mettre en pause leurs activités sur DCS.
En mai 2024, Orbx publie Kola et Heatblur livre son F-4E. Polychop Simulations propose l'OH-58D Kiowa Warrior le mois suivant. Eagle Dynamics publie deux mises à jour payantes d'anciens modules, Flaming Cliffs 2024 et F-5E Remastered, ainsi que l' hélicoptère CH-47F. Le studio introduit la vente de terrains par zones d'abord pour l'Afghanistan, puis l'Irak.

### Projets futurs
De nouveaux appareils sont prévus dans les années à venir : F-4U Corsair, A-6 Intruder, A-7E Corsair II, F-8J Crusader, MBB Bo 105, Eurofighter Typhoon, MiG-23 Flogger, MiG-29 Fulcrum ou encore F-35 Lightning II. Eagle Dynamics prévoit également de publier un module complet et cliquable pour le F-15C Eagle.
En parallèle, le studio travaille à l'intégration d'un générateur de campagne dynamique, ainsi qu'à l'amélioration du modèle de dommages des unités.

## Emploi hors du cadre ludique

### Militaire
L'Armée de l'Air française simule à bas coût le pilotage du Mirage 2000-C au travers du module DCS: M-2000C. Un partenariat a même vu le jour entre l'armée et le développeur du module, RAZBAM, afin de parfaire le module existant et d'aider à la modélisation future d'autres chasseurs Dassault.

### Documentaire
En 2018, le parc d'histoire militaire slovène de Pivka a mis en place une animation en réalité virtuelle basée sur le module DCS: MiG-21bis sans toutefois le nommer.

## Liste des modules officiels publiés
| Nom                                | Type de module       | Année (approximatif) | Développeur          | Date de publication | Statut officiel |
| ---------------------------------- | -------------------- | -------------------- | -------------------- | ------------------- | --------------- |
| Black Shark 2                      | Aéronef              | 1995                 | Eagle Dynamics       | 2 novembre 2008     | Release         |
| A-10C Warthog                      | Aéronef              | 2005                 | Eagle Dynamics       | 22 avril 2011       | Release         |
| P-51D Mustang                      | Aéronef              | 1945                 | Eagle Dynamics       | 12 septembre 2012   | Release         |
| Combined Arms                      | Forces terrestres    | 2005                 | Eagle Dynamics       | 25 décembre 2012    | Release         |
| UH-1H Huey                         | Aéronef              | 1967                 | Belsimtek            | 19 avril 2013       | Release         |
| Flaming Cliffs 3                   | Ensemble d'aéronefs  | 1995                 | Eagle Dynamics       | 30 avril 2013       | Release         |
| Mi-8MTV2 "Magnificent Eight"       | Aéronef              | 1990                 | Belsimtek            | 5 septembre 2013    | Release         |
| Fw 190 D-9 Dora                    | Aéronef              | 1944                 | Eagle Dynamics       | 14 août 2014        | Release         |
| MiG-21bis                          | Aéronef              | 1972                 | Magnitude 3 LLC      | 19 septembre 2014   | Release         |
| Bf 109 K-4 Kurfürst                | Aéronef              | 1944                 | Eagle Dynamics       | 12 décembre 2014    | Release         |
| C-101 Aviojet                      | Aéronef              | 1980                 | AvioDev              | 21 janvier 2015     | Release         |
| Hawk T.1A for DCS World            | Aéronef              | 1976                 | VEAO Simulations     | 16 mars 2015        | Supprimé        |
| NEVADA Test and Training Range Map | Terrain              | Contemporain         | Eagle Dynamics       | 30 novembre 2015    | Release         |
| M-2000C                            | Aéronef              | 1984                 | RAZBAM               | 25 décembre 2015    | Release         |
| L-39 Albatros                      | Aéronef              | 1971                 | Eagle Dynamics       | 19 février 2016     | Release         |
| MiG-15bis                          | Aéronef              | 1950                 | Belsimtek            | 11 mars 2016        | Release         |
| F-86F Sabre                        | Aéronef              | 1953                 | Belsimtek            | 1er avril 2016      | Release         |
| SA342 Gazelle                      | Aéronef              | 1973                 | Polychop-Simulations | 29 avril 2016       | Release         |
| F-5E Tiger II                      | Aéronef              | 1972                 | Belsimtek            | 11 novembre 2016    | Release         |
| Spitfire LF Mk IX                  | Aéronef              | 1943                 | Eagle Dynamics       | 16 décembre 2016    | Release         |
| AJS 37 Viggen                      | Aéronef              | 1993                 | Heatblur Simulations | 27 janvier 2017     | Accès anticipé  |
| Normandy 1944 Map                  | Terrain              | 1944                 | Ugra Media           | 26 mai 2017         | Release         |
| World War II Assets Pack           | Ensemble d'unités    | 1944                 | Eagle Dynamics       | 26 mai 2017         | Accès anticipé  |
| AV-8B Night Attack V/STOL          | Aéronef              | 1991                 | RAZBAM               | 29 novembre 2017    | Release         |
| Persian Gulf Map                   | Terrain              | Contemporain         | Eagle Dynamics       | 25 mai 2018         | Release         |
| F/A-18C Hornet                     | Aéronef              | 1987                 | Eagle Dynamics       | 1er juin 2018       | Accès anticipé  |
| NS 430                             | GPS                  | Contemporain         | Eagle Dynamics       | 20 juillet 2018     | Release         |
| Yak-52                             | Aéronef              | 1979                 | Eagle Dynamics       | 3 août 2018         | Accès anticipé  |
| Christen Eagle II                  | Aéronef Civil        | 1977                 | Magnitude 3 LLC      | 18 janvier 2019     | Release         |
| MiG-19P Farmer                     | Aéronef              | 1955                 | RAZBAM               | 1er mars 2019       | Release         |
| F-14 Tomcat                        | Aéronef              | 1974                 | Heatblur Simulations | 13 mars 2019        | Accès Anticipé  |
| I-16                               | Aéronef              | 1935                 | OctopusG             | 10 mai 2019         | Release         |
| Fw 190 A-8                         | Aéronef              | 1944                 | Eagle Dynamics       | 7 juin 2019         | Release         |
| F-16C Viper                        | Aéronef              | 1986                 | Eagle Dynamics       | 4 octobre 2019      | Accès Anticipé  |
| JF-17 Thunder                      | Aéronef              | 2010                 | Deka Ironworks       | 6 décembre 2019     | Accès Anticipé  |
| Supercarrier                       | Pack de porte-avions | Contemporain         | Eagles Dynamics      | 22 mai 2020         | Accès Anticipé  |
| The Channel                        | Terrain              | 1940-1945            | Eagle Dynamics       | 3 juin 2020         | Release         |
| P-47D Thunderbolt                  | Aéronef              | 1942                 | Eagle Dynamics       | 3 juin 2020         | Release         |
| Syria Map                          | Terrain              | Contemporain         | Ugra Media           | 21 août 2020        | Release         |
| A-10C II Tank killer               | Aéronef              | 2005                 | Eagle Dynamics       | 30 septembre 2020   | Release         |
| Mi-24 Hind-P                       | Aéronef              | 1981                 | Eagle Dynamics       | 16 juin 2021        | Accès anticipé  |
| Mosquito FB IV                     | Aéronef              | 1941                 | Eagle Dynamics       | 17 septembre 2021   | Accès anticipé  |
| Boeing AH-64D Apache               | Aéronef              | 1984                 | Eagle Dynamics       | 17 Mars 2022        | Accès anticipé  |
| South Atlantic Map                 | Terrain              | Contemporain         | RAZBAM               | 8 Juin 2022         | Accès anticipé  |
| Mirage F1                          | Aéronef              | 1973                 | Aerges               | 21 juillet 2022     | Accès Anticipé  |
| MB-339                             | Aéronef              | 1979                 | IndiaFoxtEcho        | 28 octobre 2022     | Release         |
| Black Shark 3                      | Aéronef              | 1995                 | Eagle Dynamics       | 16 décembre 2022    | Release         |
| Sinai                              | Terrain              | Contemporain         | OnReTech             | 8 Juin 2023         | Accès anticipé  |
| F-15E                              | Aéronef              | 1988                 | RAZBAM               | 22 juin 2023        | Accès Anticipé  |
| Kola                               | Terrain              | Contemporain         | Orbx                 | 3 mai 2024          | Accès Anticipé  |
| F-4E                               | Aéronef              | 1968                 | Heatblur             | 22 mai 2024         | Accès Anticipé  |
| OH-58D                             | Aéronef              | 1985                 | Polychop Simulations | 5 juin 2024         | Accès Anticipé  |
| Afghanistan Map                    | Terrain              | Contemporain         | Eagle Dynamics       | 11 juillet 2024     | Accès Anticipé  |
| Flaming Cliffs 2024                | Ensemble d'aéronefs  | 1995                 | Eagle Dynamics       | 11 juillet 2024     | Release         |
| CH-47F                             | Aéronef              | Contemporain         | Eagle Dynamics       | 9 août 2024         | Accès Anticipé  |
| F-5E Remastered                    | Aéronef              | Contemporain         | Eagle Dynamics       | 4 décembre 2024     | Accès Anticipé  |
| Iraq Map                           | Terrain              | Contemporain         | Eagle Dynamics       | 11 décembre 2024    | Accès Anticipé  |